# Parque Estadual Rio Negro Setor Sul
Parque Estadual Rio Negro Setor Sul är en park i Brasilien.   Den ligger i kommunen Novo Airão och delstaten Amazonas, i den nordvästra delen av landet, 2 100 km nordväst om huvudstaden Brasília. Parque Estadual Rio Negro Setor Sul ligger 84 meter över havet.
Terrängen runt Parque Estadual Rio Negro Setor Sul är mycket platt. Trakten runt Parque Estadual Rio Negro Setor Sul är nära nog obefolkad, med mindre än två invånare per kvadratkilometer.. Det finns inga samhällen i närheten. 
I omgivningarna runt Parque Estadual Rio Negro Setor Sul växer i huvudsak städsegrön lövskog.